# 恒源煤电
安徽恒源煤电股份有限公司（上交所：600971，简称：恒源煤电），是中国上海证券交易所的一家上市公司，主营业务为煤炭开采、洗选、运输、销售以及生产服务。控股股东为安徽省皖北煤电集团，实际控制人为安徽省人民政府国有资产监督管理委员会。
安徽恒源煤电股份有限公司成立于2000年12月，由安徽省皖北煤电集团有限责任公司作为主发起人联合安徽省燃料总公司、合肥四方化工集团有限责任公司、合肥开元精密工程有限责任公司、深圳高斯达实业有限公司共同发起设立。2004年8月17日在上海证券交易所挂牌上市。
2022年，公司实现营业收入83.86亿元，同比增加24.25%；实现净利润25.13亿元。